# Кристмас (Флорида)
Кристмас (англ. Christmas) — переписна місцевість (CDP) в США, в окрузі Орандж штату Флорида. Населення — 2439 осіб (2020).

## Географія
Кристмас розташований за координатами 28°31′21″ пн. ш. 80°59′53″ зх. д. / 28.52250° пн. ш. 80.99806° зх. д. (28.522511, -80.998147).  За даними Бюро перепису населення США в 2010 році переписна місцевість мала площу 8,89 км², уся площа — суходіл. В 2017 році площа становила 117,08 км², з яких 117,06 км² — суходіл та 0,03 км² — водойми.

## Демографія
Згідно з переписом 2010 року, у переписній місцевості мешкало 1146 осіб у 422 домогосподарствах у складі 304 родин. Густота населення становила 129 осіб/км².  Було 492 помешкання (55/км²).
Расовий склад населення:
| - 95,7 % — білих - 1,0 % — чорних або афроамериканців - 0,3 % — корінних американців - 0,3 % — азіатів - 0,1 % — вихідців з тихоокеанських островів - 1,0 % — осіб інших рас |

До двох чи більше рас належало 1,5 %. Частка іспаномовних становила 5,8 % від усіх жителів.
За віковим діапазоном населення розподілялося таким чином: 22,9 % — особи молодші 18 років, 64,7 % — особи у віці 18—64 років, 12,4 % — особи у віці 65 років та старші. Медіана віку мешканця становила 41,0 року. На 100 осіб жіночої статі у переписній місцевості припадало 113,0 чоловіків;  на 100 жінок у віці від 18 років та старших — 111,5 чоловіків також старших 18 років.
Середній дохід на одне домашнє господарство  становив 52 183 долари США (медіана — 35 341), а середній дохід на одну сім'ю — 73 848 доларів (медіана — 66 034). Медіана доходів становила 50 114 долари для чоловіків та 30 563 долари для жінок. За межею бідності перебувало 23,2 % осіб, у тому числі 0,0 % дітей у віці до 18 років та 7,7 % осіб у віці 65 років та старших.
Цивільне працевлаштоване населення становило 940 осіб. Основні галузі зайнятості: освіта, охорона здоров'я та соціальна допомога — 22,4 %, транспорт — 19,1 %, роздрібна торгівля — 14,0 %, науковці, спеціалісти, менеджери — 13,3 %.